# Второй дивизион Профессиональной лиги
Второ́й дивизио́н Профессиона́льной ли́ги (итал. Lega Pro Seconda Divisione) — упразднённая четвёртая профессиональная лига Италии. Состояла из 60 команд, поделённых на три группы, по 20 в каждой. До 2008 года лига называлась «Серия C2». Во «Втором дивизионе» участвует единственная команда из Сан-Марино: «Сан Марино Кальчо».
До сезона 1978—1979 в Италии было три профессиональных футбольных лиги. Однако в 1978 году было решено разделить «Серию C» на два дивизиона. Таким образом были созданы «Серия C1» и «Серия C2». Изначально «Серия C2» состояла из четырёх групп, но к началу сезона 1991—1992 количество групп было сокращено до трёх, а сезона 2011/12 их стало всего две.
За один год, в рамках Чемпионата Италии, команда встречается с каждым из своих соперников по два раза. Один раз на своём поле, и один — на поле противника. Во втором круге матчи проходят в той же очерёдности, что и в первом.
Как правило в каждом сезоне в лиге участвуют 60 команды (по 20 в каждой группе), однако, в связи с тем что в сезоне 2009—2010 11 команд обанкротились, в сезоне 2010—2011 участвовали только 49 (17, 16, 16 соответственно). В сезоне 2011/12 их число сократилось до 41.

## Повышение и вылет
Из каждой группы две   команды выходят в «Высший дивизион Профессиональной лиги», и три вылетают в «Серию D». Команда, занявшая первое место в каждой группе, непосредственно проходит в «Высший Дивизион», а команды, занявшие со второго по пятое места, попадают в полуфинал, где борются за вторую путёвку на повышение. При ничьей в полуфинале не используется правило гостевого мяча и команда занявшая более высокое место в лиге проходит в финал без дополнительного времени и без серии пенальти. В финале матч проходит по той же схеме: в Серию С1 выходит выигравшая команда, занявшая более высокое место в лиге, лишь с той разницей, что при ничьей играется дополнительное время.
Аналогично, команда, занявшая последнее место, точно вылетает в «Серию D», а клубы, занявшие с четырнадцатого по семнадцатое места играют дополнительные матчи. Из них два остаются в лиге, а два вылетают.
В сезоне 2016-2017 из каждой группы вышло 3 команды группа А Кремонзе, группа B Венеция, группа С Фоужа. В третий дивизион италии.

## Победители
| Сезон   | Группа A    | Группа B       | Группа C     | Группа D      |
| ------- | ----------- | -------------- | ------------ | ------------- |
| 1978-79 | Санремезе   | Пергокрема     | Ювентус Фано | Ренде         |
| 1979-80 | Прато       | Модена         | Джулианова   | Козенца       |
| 1980-81 | Родензе     | Падова         | Казертана    | Кампаниа      |
| 1981-82 | Каррарезе   | Анкона         | Сиена        | Барлетта      |
| 1982-83 | Прато       | Леграно        | Франкавилла  | Мессина       |
| 1983-84 | Ливорно     | Павия          | Жези         | Реджина       |
| 1984-85 | Сиена       | Боккалеоне     | Бриндизи     | Ликата        |
| 1985-86 | Луккезе     | Чентезе        | Терамо       | Ночерина      |
| 1986-87 | Торрес      | Озпиталетто    | Песаро       | Фрозиноне     |
| 1987-88 | Каррарезе   | Мантова        | Перуджа      | Палермо       |
| 1988-89 | Казале      | Кьево          | Андрия       | Путеолана     |
| 1989-90 | Сиена       | Варезе         | Фано         | Баттиплагиезе |
| 1990-91 | Алессандрия | Палаззоло      | Чьети        | Ишиа          |
| 1991-92 | Равенна     | Виз Пезаро     | Потенца      |               |
| 1992-93 | Мантова     | Пистоезе       | Юве Стабия   |               |
| 1993-94 | Кревалкоре  | Гуалдо         | Трапани      |               |
| 1994-95 | Брезкелло   | Монтеварци     | Ночерина     |               |
| 1995-96 | Новара      | Тревизо        | Авеццано     |               |
| 1996-97 | Лумеццане   | Тернана        | Баттипаглезе |               |
| 1997-98 | Варезе      | СПАЛ           | Марсала      |               |
| 1998-99 | Пиза        | Витербезе      | Катания      |               |
| 1999-00 | Специя      | Торрес         | Мессина      |               |
| 2000-01 | Падова      | Виртус Ланчано | Таранто      |               |
| 2001-02 | Прато       | Терамо         | Мартина      |               |
| 2002-03 | Павия       | Фиорентина     | Фоджа        |               |
| 2003-04 | Мантова     | Гроссето       | Фрозиноне    |               |
| 2004-05 | Про Зезто   | Маззезе        | Манфредония  |               |
| 2005-06 | Венеция     | Кавезе         | Галлиполи    |               |
| 2006-07 | Легнано     | Фолиньо        | Сорренто     |               |
| 2007-08 | Пергокрема  | Реджана        | Беневенто    |               |
| 2008-09 | Варезе      | Фильине        | Козенца      |               |
| 2009-10 | Зюйдтироль  | Луккезе        | Юве Стабия   |               |
| 2010-11 | Тритум      | Карпи          | Латина       |               |